# فيسلين غانيف
فيسلين غانيف هو لاعب كرة قدم بلغاري في مركز حراسة المرمى، ولد في 15 سبتمبر 1987 في بلاغويفغراد في بلغاريا. لعب مع بيرين بلاغويفغراد.

## وصلات خارجية
- فيسلين غانيف على موقع قاعدة بيانات كرة القدم.إي يو (الإنجليزية)
- فيسلين غانيف على موقع Soccerway.com (الإنجليزية)